# Höchberg
Höchberg település Németországban, azon belül Bajorországban. Lakosainak száma 9601 fő (2023. december 31.). Höchberg Waldbüttelbrunn, Eisingen, Zell am Main és Würzburg községekkel határos.

## Népesség
A település népessége az elmúlt években az alábbi módon változott:
| Lakosok száma | 1327 | 4635 | 7635 | 8761 | 9086 | 9335 | 9324 | 9371 | 9528 | 9601 |
|               | 1875 | 1950 | 1975 | 1987 | 2012 | 2014 | 2016 | 2017 | 2021 | 2023 |